# Emil Rosenberg (Philologe)
Emil Rosenberg (* 6. April 1849 in Anklam; † 17. März 1929) war ein deutscher Klassischer Philologe und Gymnasiallehrer.

## Leben
Nach dem Studium an der Universität Greifswald (Promotion 1869) wurde er Gymnasiallehrer in Gotha (1870–1871), Altona (Hamburg, 1871–1874), Oberlehrer am Gymnasium in Ratibor (1874–1876) und Gymnasialprorektor in Hirschberg (Schlesien, ab 1876). Weit verbreitet waren seine kommentierte Ausgaben des Demosthenes, die er nach Anton Westermann besorgte.
Rosenberg war Freimaurer.

## Veröffentlichungen (Auswahl)

### Forschungsschriften
- De Lycurgi orationis Leocrateae interpolationibus. Dissertatio inauguralis philologica. Greifswald 1869. books.google.de
- Zur äusseren und inneren Kritik der Leocratea. Programm des Königlichen Gymnasiums zu Ratibor für die Zeit von Ostern 1875 bis dahin 1876 (Ratibor: Riedinger, 1876) books.google.de
- Zur Kritik von Aeschines Ctesiphontea. Progr. Hirschberg, 1878.
- Curae Demosthenicae / Königliches Gymnasium Hirschberg. Ostern 1887 books.google.de
- Die Lyrik des Horaz. Ästhetisch-kulturhistorische Studien (Gotha: Perthes, 1883) books.google.de
- Studien zu Ciceros Rede für Murena. Hirschberg, 1902.
- Zu Horaz und Cicero. Hirschberg in Schlesien: Dold, 1907.

### Schulausgaben
- Ausgewählte Reden des Demosthenes erklärt von Anton Westermann (Berlin: Weidmann)
  - 1. Bändchen: Reden I–VI und VIII–IX. 8.–10. Auflage besorgt von Emil Rosenberg (18838; 18919 books.google.de; 190210 archive.org)
  - 2. Bändchen: Reden XVIII und XX. 6.–7. Auflage besorgt von Emil Rosenberg (18856 books.google.de; 19037)
  - 3. Bändchen: Reden XXIII, LIV und LVII. 3. Auflage besorgt von Emil Rosenberg (18903 books.google.de)
- Die Oden und Epoden des Q. Horatius Flaccus (Wien 1884; 18902; Gotha: Perthes, 18983 books.google.de)

### Schulübungen
- Aufgaben zum Übersetzen ins Lateinische im Anschluss an die Klassenlectüre für Ober-Secunda und Unter-Prima
  - 1. Heft für Ober-Secunda: im Anschluss an Cicero’s Reden für Sex. Roscius aus Ameria und den Dichtern Archius. Leipzig: Teubner, 1880.
  - 2. Heft für Prima: im Anschluss: inhaltlich an die Gedichte des Horaz, sprachlich an Reden und Briefe Cicero’s, sowie an Livius. Leipzig: Teubner, 1889.
- Der deutsche Ausdruck beim Übersetzen ciceronianischer Reden. <Berücksichtig sind besonders: in Verrem 4. 5; pro Murena. pro Plancio>. Hirschberg: Schlesische Gebirge-Zeitung, 1908.

### Andere
- Das Gedächtniss. Vortrag am 28. Janr. geh. Gotha, 1871. digitalisat
- Über Grillparzer, vorzüglich als Dramatiker. Populär-wissenschaftlicher Vortrag. Hirschberg, 1880.
- Maurerische Festklänge. Reden gehalten von [Emil] Rosenberg. Hirschberg: Oertel, 1888. 91 S. [13 Reden, 3 Schwestern-Toaste] digitalisat
- Neue maurerische Festklänge. Logen-Reden gehalten von [Emil] Rosenberg. Hirschberg: Tageblatt, 1893. 93 S. [12 Reden]